# 2016년 남자 주니어 하키 월드컵
틀:하키 국제 대회 정보
제3회 남자 주니어 하키 월드컵은 국제 하키 연맹(FIH)의 주관으로 2016년 11월 8일부터 11월 18일까지 인도에서 열릴 국제 하키 대회이다.

## 같이 보기
- 2016년 여자 주니어 하키 월드컵